# George Blanda
Pour les articles homonymes, voir Blanda.
Pro Football Hall of Fame 1981
(en) Statistiques sur pro-football-reference
George Blanda, né le 17 septembre 1927 à Youngwood (Pennsylvanie) dans la banlieue de Pittsburgh et mort le 27 septembre 2010, est un joueur américain de football américain. Il évolue 26 saisons en professionnel (NFL ou AFL). Il était le détenteur d'un certain nombre de records dans le monde de la NFL.

## Biographie
Recruté en 1949 pour 600 dollars par les Bears de Chicago de George Halas, Blanda s'impose comme titulaire en 1953 après un rapide crochet par Baltimore. Durant la période 1949-1952, il joua même comme linebacker. Blanda ne profite pas longtemps de son statut de titulaire. Victime d'une blessure en 1954, il joue les utilités durant les quatre saisons suivantes, surtout comme kicker. Lassé de ne pas être utilisé comme quarterback, Blanda met un terme à sa carrière en 1958.
Après une saison blanche, Blanda rejoint les Houston Oilers en 1960 au double poste de quarterback et kicker. Sous sa conduite, les Oilers remportent le titre AFL en 1960 et 1961. En 1962, les Oilers s'inclinent en finale après prolongation. Blanda passe chez les Raiders d'Oakland en 1967. Avec les Raiders, il gagne le titre AFL en 1967 et échoue en finale en 1968 et 1969. Invités à disputer le Super Bowl II le 14 janvier 1968 à Miami face aux champions de la NFL, les Packers de Green Bay, les Raiders s'inclinent.
En 1970, l'AFL est incorporée à la NFL. Avec les Raiders, Blanda est battu en finale de conférence AFC en 1970.
Il fut admis au Pro Football Hall of Fame en 1981.
Il meurt le 27 septembre 2010 à l'âge de 83 ans.

## Statistiques NFL/AFL
- 342 matches joués en 26 saisons
- 4 007 passes tentées
- 1 911 passes complétées
- 26 920 yards gagnés en passe
- 236 passes pour un touchdown
- 277 passes interceptées
- 943 extra-points marqués